# Maria Bourmaka
Mariya Viktorivna Bourmaka (en ukrainien : Марія Вікторівна Бурмака, née le 16 juin 1970), à Kharkiv est une chanteuse et actrice ukrainienne.

## Biographie
En 2004 elle est diplômée de l'Université nationale Taras-Chevtchenko de Kiev.
Elle a donné des concerts en zone de combat (Donbass) et vec la chanson "Retour à moi, ma mémoire", elle rejoint la campagne "C'est comme ça que fonctionne la mémoire", dédiée à la mémoire de Danylo Didik et de tous ceux qui ont donné leur vie pour l'indépendance de l'Ukraine. Un concert caritatif à Paris.

## télévision
Présentatrice sur STB pour les programmes "KiN", "Rating", "Who's There", "Teapot" et sur la chaine UT-1 ("Créez-vous").

## Albums
- 1990 Ой не квiтни, весноo (Oh printemps, ne fleurit pas...)
- 1992 Марiя (Maria)
- 1994 Лишається надiя (Lyshayet'sia nadiya; L'espoir est parti)
- 1998 Знову люблю (J'aime encore)
- 2001 Iз янголом на плечi  (Avec l'ange sur mon épaule)
- 2002 Mia
- 2003 I am
- 2003 Живи (En direct)
- 2004 N°9
- 2008 Саундтреки [bandes sonores)
- 2010 Не смійся з мене (Ne vous moquez pas de moi, album commun avec Peter Yarrow)
- 2011 Дитячий Альбом (pour enfants)
- 2014 Тінь по воді (Ombre sur l'eau)